# 八一水災
八一水災是指發生於1960年的台灣中部嚴重水患，為戰後台灣重大災難。

## 過程
1960年7月29日，一個熱帶低氣壓於呂宋島北部形成。之後熱帶低氣壓向西北方向移動，遇到了發展的有利條件，僅48小時後，風速迅速加大到155英里（249公里/小時），7英里（11公里）寬的眼牆形成。颱風雪莉繼續向西北移動，以風速140英里（230公里/小時）襲擊台灣東北部。多山的地形撕開颱風的環流，颱風雪莉穿越台灣海峽後，為熱帶風暴在中國東南部登陸。颱風雪莉向北轉向，並在8月2日消散。颱風雪莉一個不尋常的特徵是出現副中心。
7月31日降雨集中在嘉義南投山區，8月1日雨勢為集中於台中。7月29日至8月2日，阿里山及日月潭等地累計雨量皆超過600公厘。

## 災情
颱風雪莉大風和暴雨摧毀台灣，許多河流（包含大肚溪、大甲溪、大安溪）溢出，台鐵大肚溪橋、下大甲溪橋受損嚴重，造成廣泛的道路和財產損失。雪莉颱風造成104人死亡，毀壞或損壞房屋9,890間，50,194人無家可歸。